# Eva (novela)
Eva es una novela de espionaje escrita por el autor y periodista español Arturo Pérez-Reverte, publicada por Alfaguara en octubre de 2017. Se trata de la segunda novela de la serie protagonizada por el espía Lorenzo Falcó. La acción transcurre en 1937, durante la Guerra civil española, y tiene como telón de fondo el Oro de Moscú.